# Christobelle Grierson-Ryrie
Christobelle Grierson-Ryrie, (Auckland, 1992) es una modelo neozelandesa, reconocida por su victoria en el programa New Zealand's Next Top Model el 5 de junio de 2009.

## Carrera
Grierson-Ryrie logró notoriedad como concursante de New Zealand's Next Top Model. Los jueces se refirieron a ella como una modelo con proyección internacional. El juez y fotógrafo de America's Next Top Model, Nigel Barker, quedó impresionado con su habilidad para posar en las sesiones fotográficas y con su estilo único. Finalmente ganó la competencia derrotando a Laura Scaife, de 20 años, hecho que impulsó su carrera en el modelaje y le valió firmar contratos con varias agencias.
Grierson-Ryrie actualmente tiene un contrato con la agencia 62 Models en Auckland, con Chic Management en Sídney y con Next Model Management en Nueva York.